# Spanish Lookout
Koordinaten: 17° 13′ N, 88° 59′ W
Spanish Lookout ist eine Gemeinde im Westen des mittelamerikanischen Staates Belize im Cayo District (nicht zu verwechseln mit der Insel Spanish Lookout Caye, 16 km östlich von Belize City). Spanish Lookout hat eine Fläche von ca. 7500 ha und liegt an der Nordseite des Belize Rivers. Die Gemeinde hat rund 2000 Einwohner und wird zur überwiegenden Mehrheit von plautdietschen Mennoniten bewohnt. 

## Geschichte und Wirtschaft
Spanish Lookout wurde 1958 durch etwa 75 Mennoniten-Familien der Kleinen Gemeinde besiedelt, die aus der Quellen Colony in Chihuahua (Mexiko) zugewandert waren. Diese Gruppe gehört innerhalb der Mennoniten zu den Modernisten, die auch die Nutzung von Maschinen befürworten. Die ankommenden Siedler trafen auf Urwald, den sie für ihre landwirtschaftlichen Zwecke urbar machten. In den ersten zehn Jahren war ihre Haupteinnahmequelle der Anbau und Verkauf von Gemüse, der aber gegen Ende der 1980er Jahre weitgehend aufgegeben wurde. Stattdessen wurden eine Geflügel- und Eierproduktion errichtet, die Milchwirtschaft umfassend ausgebaut und Rinderzucht betrieben. Heute versorgt Spanish Lookout weite Teile Belizes mit ihren Agrarprodukten.
Ihre handwerklichen Kenntnisse nutzten die Siedler, um weitere Lücken im Wirtschaftsgefüge Belizes zu füllen. Sie spezialisierten sich auf die Möbelproduktion und den Hausbau und haben es in diesen Bereichen zu marktbeherrschendem Einfluss gebracht. Dies gilt auch für den Handel mit Reifen, Autoersatzteilen und Landmaschinen.
Im Jahre 2005 wurden im Siedlungsgebiet der Mennoniten kleinere Ölfelder gefunden, die inzwischen auch ausgebeutet werden.
Im Laufe der Jahre kam es zu Migrationsbewegungen, weil einige Familien in das Interlake-Gebiet nach Manitoba in Kanada auswanderten und weitere 25 Familien sich im Northfield Mennonite Settlement in Nova Scotia in Kanada niederließen. Trotz dieser Abwanderungsbewegungen blieb die Bevölkerungszahl stabil und stieg sogar an, als Flüchtlinge aus El Salvador und Guatemala nach Spanish Lookout kamen.

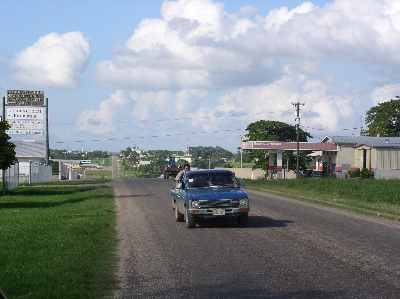
Hauptstraße in Spanish Lookout

Die Gemeinde unterhält eine eigene Verwaltung, sowie die örtlichen Straßen, Brücken und Schulen.